# Brocchinia rupestris
Espèce
Classification phylogénétique
Brocchinia rupestris est une espèce de plantes à fleurs de la famille des Bromeliaceae, endémique du Guyana.

## Synonymes
- Navia fluviatilis L.B.Sm.[1] ;
- Navia rupestris (Gleason) Sandwith[1] ;
- Tofieldia rupestris Gleason[1].

## Distribution
L'espèce est endémique du Guyana.

## Description
L'espèce est hémicryptophyte ou chamaephyte.